# Шульц-Дорнбург, Рудольф
Рудольф Шульц-Дорнбург (нем. Rudolf Schulz-Dornburg; 31 марта 1891, Вюрцбург — 16 августа 1949, Гмунд-ам-Тегернзе) — немецкий дирижёр. Сын певца и вокального педагога Рихарда Шульца-Дорнбурга (1855—1913); сёстры Мария и Эльза были оперными певицами.
Учился в Кёльне, в том числе у Отто Найтцеля. Начинал как хоровой дирижёр, затем работал капельмейстером в Кёльне и Мангейме.
Известен, прежде всего, как первый руководитель (1919—1924) Бохумского городского оркестра, пропагандист новейшей музыки. Оркестр тесно сотрудничал с Антоном Веберном, Паулем Хиндемитом, Эрнстом Кшенеком, был первым исполнителем Второй симфонии Эдуарда Эрдмана (1924). Затем в 1924—1927 гг. возглавлял Городской оркестр Мюнстера, также привив ему радикальный по тем временам репертуар (Арнольд Шёнберг, Бела Барток, Пауль Хиндемит). Вынужден был оставить свой пост в результате скандала, разразившегося из-за балетной постановки Курта Йооса «Пляска смерти», после чего вместе с Йоосом перебрался в Эссен, также в качестве генеральмузикдиректора, и основал Школу музыки и танца «Фолькванг». С 1934 г. работал в Берлине, с 1942 г. директор музыкального вещания. С Берлинским филармоническим оркестром впервые исполнил Первую симфонию Джорджа Антейла, осуществил запись 20-го фортепианного концерта Моцарта, солист Митя Никиш (1938). В 1945—1948 гг. генеральмузикдиректор Любека, затем в течение одного сезона возглавлял капеллу в Карлсруэ.
Публиковал также статьи о музыке (например, статью «Ферруччо Бузони — пророк» в майнцском журнале «Музыкальная жизнь»), в трёхтомной «Музыкальной энциклопедии» ему принадлежит статья «Что такое опера?».
Сын, Михаэль Шульц-Дорнбург (1927—1945), сыграл роль девятилетнего Хуанито де Авила, сына пуэрто-риканского магната (Фердинанд Мариан) и шведской красавицы (Цара Леандер), в фильме 1937 года «Хабанера». По воспоминаниям одноклассника, и в школьном быту вёл себя как юный актёр, декламировал стихи. Был призван в германскую армию и пропал без вести в боях на Одере.